# Шлейф (одежда)
Дарит улыбкою приветливой своей

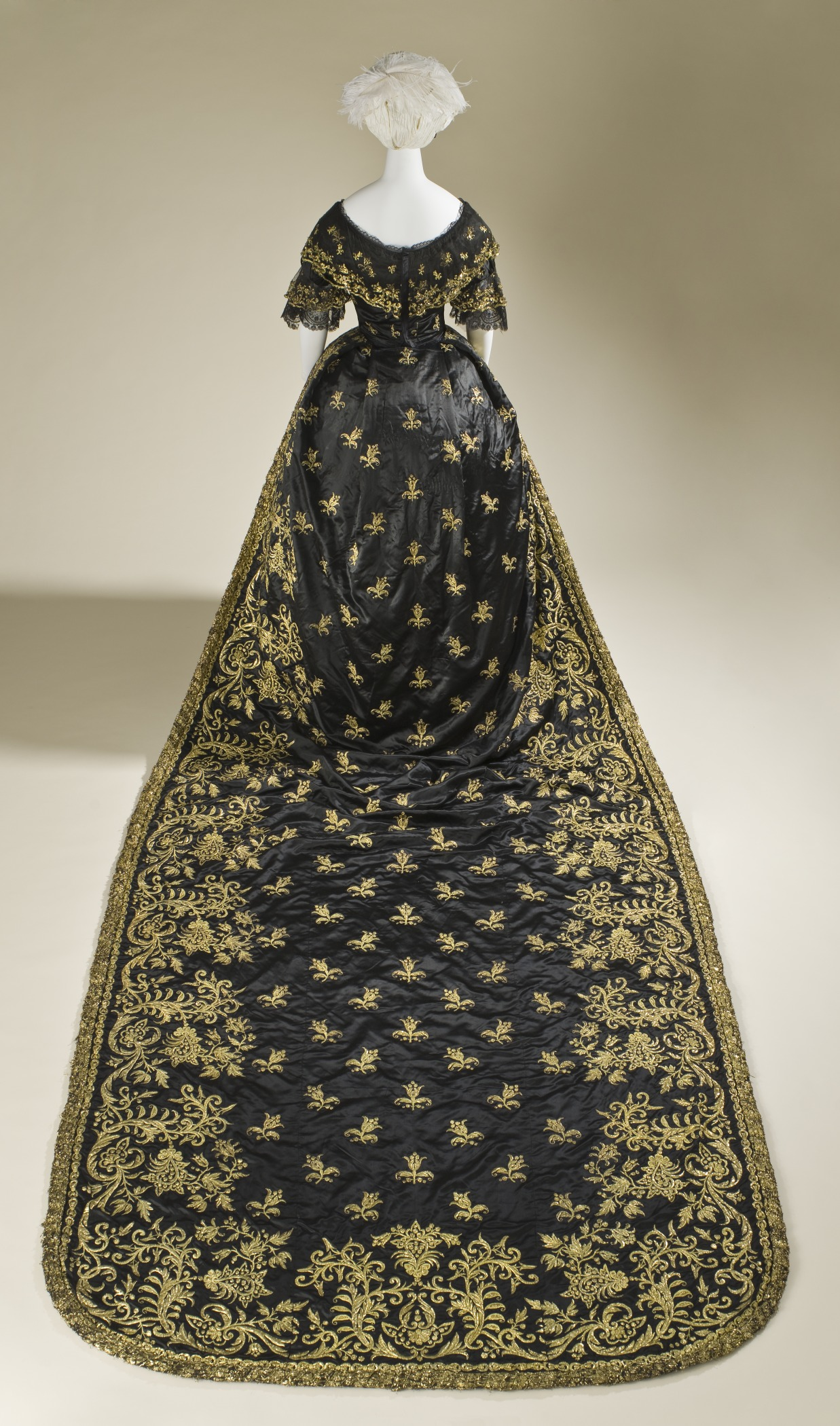
Шлейф дамского платья. Португалия, около 1845

Пажа, парчовый шлейф несущего за ней,

Их догаресса.
Шлейф (от нем. Schleif, нем. schleifen — «волочить»), также трен, трэн (от фр. traîne, фр. traginare — «тащить») и хвост — заднее удлинённое полотнище платья или юбки, волочащееся по полу. Шлейф известен в истории костюма не позднее XIV века, по некоторым данным, вошёл в моду благодаря Агнессе Сорель и долгое время осуждался церковью. Шлейф отделывали кружевами и воланами. Элегантный элемент торжественного дамского туалета придавал фигуре стройность и подчёркивал знатность. Съёмные шлейфы в зависимости от моды крепили к талии или плечам. В современной моде удлинённый подол платья ввиду своей непрактичности присутствует только в костюмах для торжественных случаев.

## История
В Европе в течение XV—XVI веков заднее полотнище женской юбки удлинялось, образуя шлейф. Подобный крой делал фигуру стройней, добавляя в общий силуэт вертикальных линий, что было характерно для моды эпохи готики. Вариант платья со шлейфом, выкроенным вместе со спинкой, можно увидеть на миниатюре «Апрель» из Великолепного часослова герцога Беррийского. Это так называемая «мантия новобрачной» с узким лифом, расширяющаяся книзу. Фаворитка французского короля Карла VII Агнесса Сорель поражала придворных тем, что «носила шлейфы, на целую треть превосходившие по длине шлейфы принцесс этого [французского] королевского дома».
Шлейф — одна из тех деталей костюма, которые отличаются повышенным эксцентризмом. Шлейф также увеличивал расход ткани на платье, повышая таким образом его стоимость и вызывая у окружающих зависть. Он постоянно находился под прицелом критики блюстителей нравов, как знак гордыни. На улицах он мешал прохожим, грязнился сам и пачкал ноги женщины, но, тем не менее, был в обиходе довольно длительный период, в том числе и у низших слоёв населения. Английский поэт Дэвид Линдсей в 1530-х годах в «Воззвании к милости короля по поводу боковых хвостов» писал, что грязь от шлейфа на женском теле убивает желание «любого мужчины, который увидит их обнаженными». Искусствовед Эйлин Рибейро отмечает, что моралисты того времени обращали свой гнев именно на шлейф и оставляли совершенно без внимания откровенный вырез женского платья, сильно открывающий грудь. Шлейф вышел из повседневного употребления в начале XVI века.
Славянское название «хвост» для детали одежды встречалось ещё в первой половине XIX века, затем было вытеснено синонимами «шлейф» и «трен» и ныне употребляется только в шутливом или ироническом смысле. Французское слово «трен» появилось в русском языке во времена императрицы Елизаветы Петровны, отмеченные переориентацией на французскую культуру, и считался предпочтительнее в поэтических текстах до начала XX века.
В первые годы XIX века шлейф составлял единое целое с платьем для прогулок и визитов, которое шилось преимущественно из лёгких тканей. Позднее он стал отдельным предметом одежды, шился из тяжёлых дорогих тканей и являлся частью придворного костюма. При дворе Первой империи, согласно этикету, утверждённому Наполеоном, шлейф могли носить исключительно принцессы крови.
В русский быт шлейф вошёл в начале XVIII века как обязательный атрибут придворной одежды, имевшей черты церемониальной и обрядовой, и сохранялся вплоть до 1917 года. Самый длинный шлейф, как считается, носила Екатерина II в коронационном туалете, его длина составила около 70 метров, ширина — 7 метров, на церемонии его несли полсотни пажей. Длина трена придворных дам отражала их знатность и положение при дворе. Шлейфы монархов и членов их семей на торжественных церемониях носили пажи и высшие сановники. Шлейф как модная деталь для создания «современного» силуэта распространился в XIX веке, в 1870-е годы с появлением турнюра шлейф стал важным формообразующим элементом силуэта. Для придерживания шлейфа использовалась петля из тесьмы «пажик», надевавшаяся на запястье. Особое искусство требовалось, чтобы присесть на стул в платье со шлейфом: его нужно было изящно откинуть ногой, чтобы не запутаться в нём, вставая. На время танцев в XVIII веке шлейф снимали или закладывали в специальный большой карман на юбке. Появляться на улице в платье с шлейфом считалось неприличным. Юный герой романа «Подросток» Ф. М. Достоевского, сетовавший на пыль, которую поднимали на бульварах шлейфами светские женщины, вероятно принимал за них дам полусвета. В первой половине XIX века шлейф носили девушки, вступавшие в брачный возраст, во второй — только замужние дамы.